# عين رع

عين رع

عين رع (بالإنجليزية: Eye of Ra)‏ كائن في الأساطير المصرية القديمة يعمل كنظير أنثوي لإله الشمس رع وقوة عنيفة تقهر أعداءه. العين هي امتداد لقوة رع، تعادل قرص الشمس، لكنها أيضًا تتصرف ككيان مستقل، يمكن تجسيده من خلال مجموعة متنوعة من الآلهة المصرية، بما في ذلك حتحور، سخمت، باستيت، وادجيت، موت. تعمل إلهة العين كأم وشقيقة وقرينة وابنة لإله الشمس. يدافع الجانب العنيف للعين عن رع ضد عوامل الفوضى التي تهدد حكمه. غالبًا ما يتم تمثيل هذا الجانب الخطير من إلهة العين بواسطة لبؤة أو بالصل، أو الكوبرا، رمز الحماية والسلطة الملكية. تشبه عين رع عين حورس، التي تنتمي إلى الإله حورس.

## الأدوار

### الطاقة الشمسية
غالبًا ما أشار المصريون إلى الشمس والقمر على أنهما «عيون» لآلهة معينة. فالعين اليمنى للإله حورس، على سبيل المثال، تساوي الشمس، وعينه اليسرى تعادل القمر. أطلق المصريون أحيانًا على العين القمرية «عين حورس»، وأطلقوا على العين الشمسية اسم «عين رع» - رع هو إله الشمس الأبرز في الديانة المصرية القديمة.